# Rheinanlagen (Bingen)
Die Rheinanlagen sind ein ca. 3,6 km langer Park am linken Ufer des Rheins in Bingen am Rhein. Sie bestehen aus dem Hafenpark / Gartenstadt, den Hindenburganlagen, dem Rhein-Nahe-Eck und dem Park am Mäuseturm. Sie werden von der Stadt Bingen seit 2010 als Kulturufer Bingen bezeichnet und liegen am Anfang des UNESCO-Welterbes Oberes Mittelrheintal.
Von den Anlagen aus hat man einen Blick über den Rhein auf die Mäuseturminsel mit dem Binger Mäuseturm, das Rheinknie am Binger Loch, die Burg Ehrenfels in den gegenüberliegenden Rüdesheimer Weinbergen, darüber den Landschaftspark Niederwald mit dem Niederwalddenkmal und am Rheinufer die Altstadt von Rüdesheim mit der Brömserburg. Auf der eigenen Rheinseite zeigt sich die Burg Klopp über der Altstadt von Bingen.
Das Kulturufer ist in Innenstadtnähe verkehrsgünstig gelegen mit dem Stadtbahnhof und dem Hauptbahnhof und mit den Anlegestellen der Rheinfähre Bingen–Rüdesheim. Es gibt Schiffslandebrücken, die von verschiedenen Schifffahrtsgesellschaften als Anlegeplätze von Ausflugs- und Kabinenschiffen genutzt werden. Das Kulturufer bietet unter anderem ein Kongresszentrum, eine Open-Air-Bühne, ein Museum und Gastronomie. Es ist alljährlich Veranstaltungsort von Bingen swingt, Rhein in Flammen und Kulturuferfest.

## Geschichte
Die Anlagen bestehen seit 2008 auf dem Gelände der Landesgartenschau Bingen am Rhein 2008. Dabei wurde das Areal des ehemaligen Industriehafens in drei Terrassenstufen umgebaut. Die drei Teilbereiche der Landesgartenschau sind heute als Kulturufer Bingen zugänglich.
Im Jahr 1487 wurde der Bau des ersten Alten Krans am Rheinufer fertiggestellt. Der heute noch existierende Alte Binger Rheinkran ist ein hölzerner Turmtretkran aus der Zeit um 1787 und steht seit 1907 unter Denkmalschutz.
1913 wurde die Hindenburgbrücke bei Kempten am Rhein gebaut, von der heute nur noch die Ruinen zu sehen sind.

## Hafenpark / Gartenstadt

### SkulpturenEinhörner und WidderundBegegnung

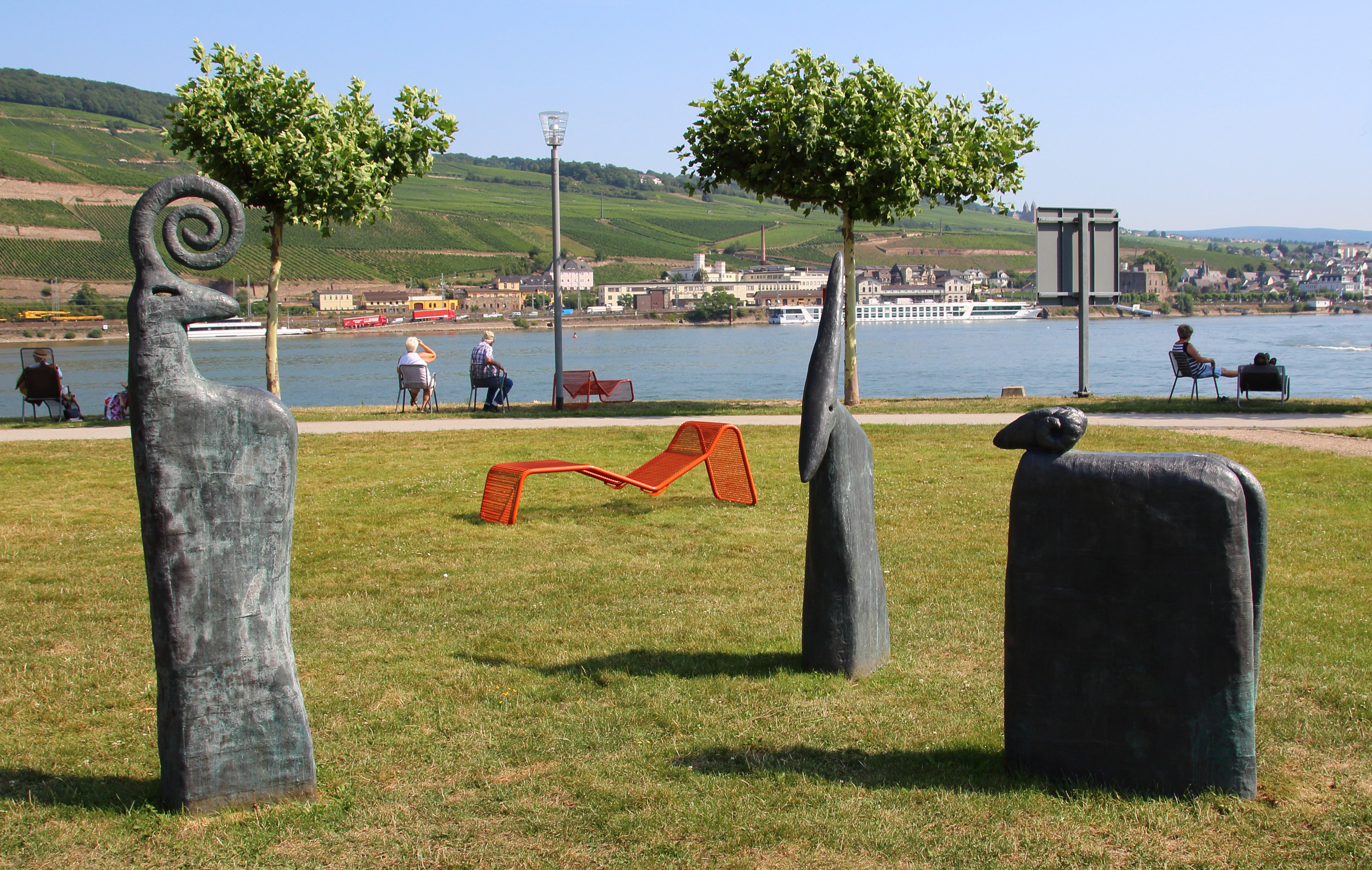
Liesel Metten: Einhörner und Widder

Im Rahmen der Neugestaltung sind die Skulpturen Einhörner und Widder von Liesel Metten und Begegnung von Hubertus von der Goltz entstanden.

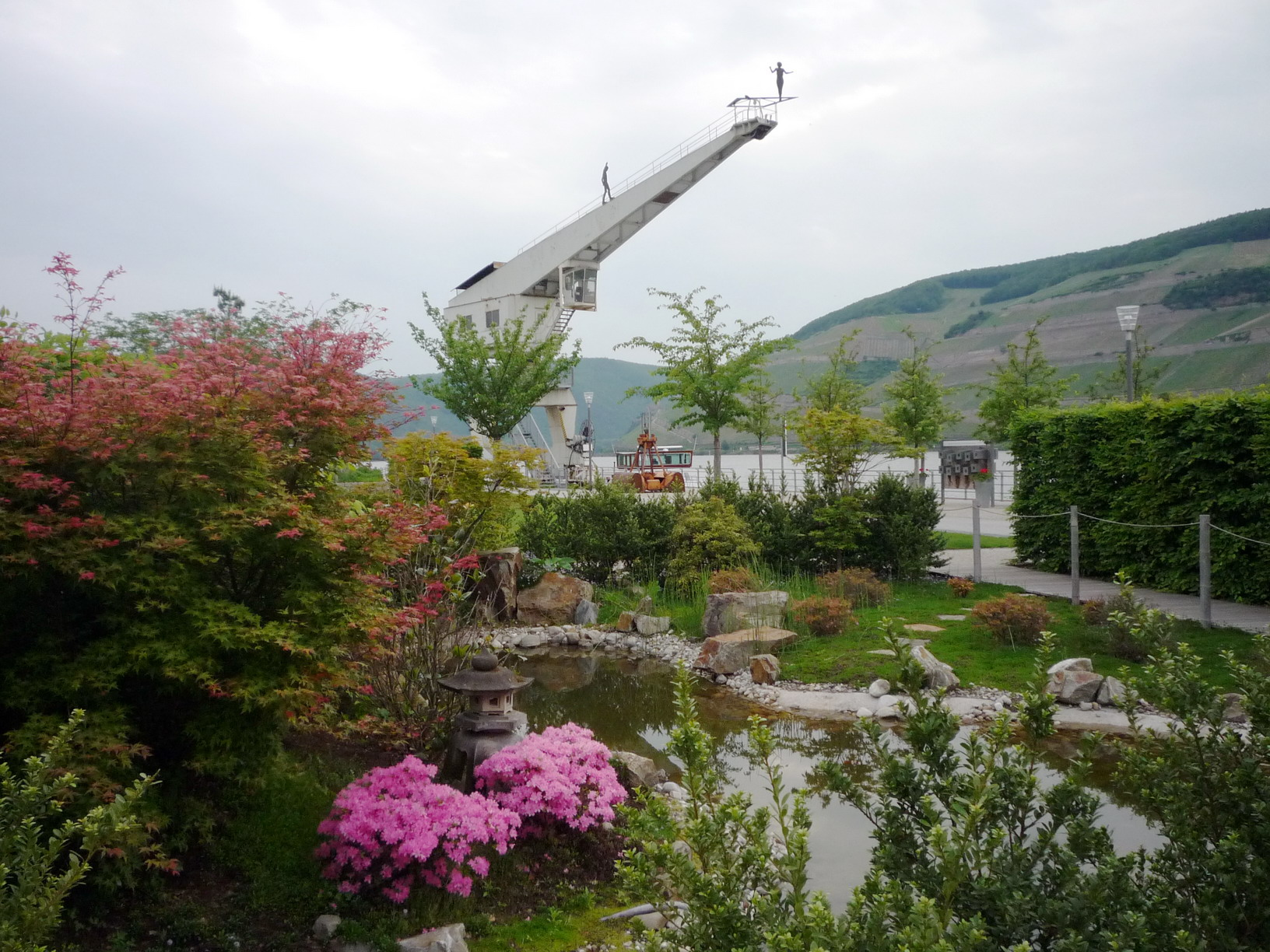
Industriekran

### Industriekran
Der Industriekran ist ein Laufkran auf einer Kranbahn der Firma Fries (1964). Unter dem Auslegearm befindet sich eine gestaffelt aufgehängte Führerkabine. Der Kran bildet ein modernes Pendant in Stahlbauweise zu dem nur unweit gelegenen, hölzernen Alten Kran – nach Ausgrabungen des Fundamentes auf das Jahr 1487 datiert – ein technikgeschichtlich interessantes Ensemble, das rund 300 Jahre Krangeschichte verkörpert.
In Reminiszenz an die ehemalige Existenz eines großen Verladehafens auf dem Gelände des heutigen Hafenparks hat man sich entschieden, den Kran als Industriedenkmal zu erhalten.

### Gartenstadt
Mit der Gartenstadt entstand zugleich ein neues Wohngebiet, dessen Stil von geradlinig angeordneten Baukörpern und einfachen geometrischen Formen geprägt ist.

## Hindenburganlagen

### Schiffanleger
Hotelschiffahrt, Köln-Düsseldorfer Fahrgastschiff, Personenfähre Rüdelsheim & Rössler-Linie

### Binger Rheinkahn
Für Kinder wurde ein „Rheinkahn“ mit Spielmöglichkeiten gebaut, der mit 50 m Länge und 8 m Breite etwa halb so groß ist wie einer der Original-Rheinkähne.

## Rhein-Nahe-Eck
Im Abschnitt Rhein-Nahe-Eck liegen das Rheintal-Kongresszentrum und das Historische Museum am Strom – Hildegard von Bingen.

### Museum am Strom
Das Museum am Strom im historischen Elektrizitätswerk von 1889 präsentiert Dauer- und Sonderausstellungen zu Hildegard von Bingen, der Rheinromantik und Stadtgeschichte Bingens von den Römern bis heute. Eine Besonderheit stellt das 67 Instrumente umfassende „Binger Ärztebesteck“ aus dem 2. Jahrhundert n. Chr. dar; der weltweit größte Fund zur antiken Medizin.

## Park am Mäuseturm
Neben Liegewiesen, schattenspendenden Bäumen und bunten Blumenbeeten ist das naturbelassene Ufer Rückzugsraum für bedrohte Tier- und Pflanzenarten. Ein Skateplatz, Beachvolleyball- und Basketballfelder sowie ein großer Spielplatz ergänzen das Freizeitangebot.
Vom Ufer aus kann der Verkehr der Ausflugsschiffe und Rheinfrachter auf dem Strom beobachtet werden in der Kulisse des Binger Mäuseturms sowie der Ruine Ehrenfels auf dem gegenüberliegenden Rheinufer.
Kulturelle Veranstaltungen bereichern das Angebot im Park am Mäuseturm von Frühjahr bis Herbst.